# Volcán Yates
El volcán Yates, también llamado Yate, es un estratovolcán inactivo de aproximadamente 2187 m s. n. m., localizado al sur de Chile.
Está ubicado en la Región de Los Lagos, al sur del Estuario de Reloncaví, unos 10 km al norte del volcán Hornopirén; se encuentra parcialmente cubierto de glaciares.
Es uno de los numerosos volcanes formados por la falla Liquiñe-Ofqui. En 1965, un deslizamiento de terreno de sus laderas generó un tsunami local dentro del lago Cabrera, que causó la muerte de 27 personas y destruyó numerosas viviendas.
Su ascenso deportivo es sencillo, aunque no carente de riesgos, por el hecho de que está aislado de poblaciones cercanas y por la intrincada vegetación.
De acuerdo a dataciones de radiocarbono, su última actividad tuvo lugar en torno al año 1090, por lo cual no se lo considera un volcán extinto.

## Etimología
Debe su nombre al marino Juan Yates, que colaboró con Robert Fitz Roy y con el almirante Enrique Simpson Baeza en la exploración de los canales australes de su país de adopción.